# 인터컨티넨탈 (호텔)
인터컨티넨탈(영어: InterContinental 인터콘티넨털[*])은 1946년 팬아메리칸 월드 항공 설립자 후안 트리프가 설립한 럭셔리 호텔 브랜드이다. 1998년 인터콘티넨털 호텔스 그룹에 편입되었다. 2020년 11월 기준, 전 세계에 210개의 호텔을 두고 있으며 71045개의 방을 보유하고 있다.

## 같이 보기
- 그랜드 인터컨티넨탈 서울